# Germanwings

Destinace Germanwings v roce 2015

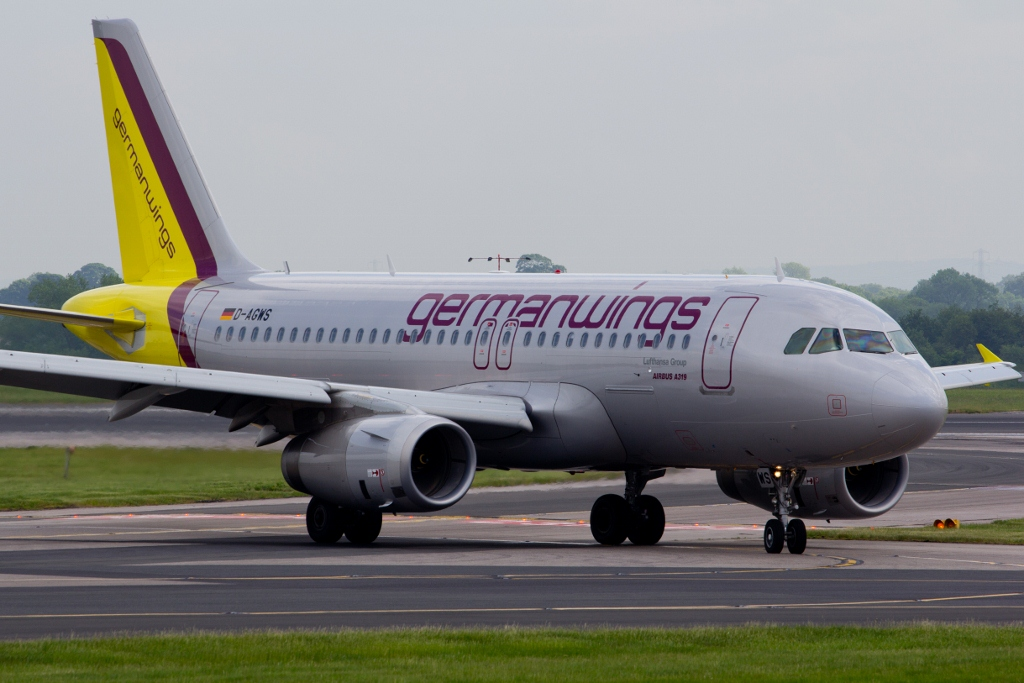
Staré zbarvení letadel, Airbus A319

Germanwings byla německá nízkonákladová letecká společnost sídlící v Kolíně nad Rýnem a spadající pod společnost Lufthansa. Jako divize regionálního leteckého dopravce Eurowings byla založena v roce 1997, do svébytné společnosti byla vyčleněna v roce 2002. Dne 7. dubna 2020 oznámila Lufthansa zánik Germanwings i z důvodu pandemie covidu-19, která způsobila krizi v letectví. Již předtím bylo oznámeno, že Germanwings postupně budou sloučeny pod Eurowings.

## Flotila

### Současná
Společnost 1. srpna 2016 vlastnila celkem 59 letounů, průměrné stáří bylo 14,6 let:

### Vysloužilá letadla
- 2x Boeing 717
- 4x McDonnell Douglas MD-80

## Letecké nehody
- Let Germanwings 9525 – Airbus A320 narazil 24. března 2015 při letu z Barcelony do německého Düsseldorfu do horského masivu v Provensalských Alpách, všech 150 osob na palubě zahynulo. Letadlo bylo strhnuto úmyslně.